# Netzhoppers Königs Wusterhausen 2014-2015
Questa voce raccoglie le informazioni riguardanti il Netzhoppers Königs Wusterhausen nelle competizioni ufficiali della stagione 2014-2015.

## Organigramma societario
Area direttiva
- Presidente: Hans-Jochen Rodner

Area tecnica
- Allenatore: Mirko Čulić
- Allenatore in seconda: Rainer Latzke
- Scout man: Immo Prussak

Area sanitaria
- Fisioterapista: David Ewald, Claudia Güldenpfennig

## Rosa
| N° | Nome               | Ruolo | Data di nascita   | Nazionalità sportiva |
| -- | ------------------ | ----- | ----------------- | -------------------- |
| 1  | Matthias Penk      | S     | 11 febbraio 1988  | Germania             |
| 2  | Paul Lohrisch      | S     | 11 aprile 1987    | Germania             |
| 4  | Bastian Ellerkmann | P     | 3 febbraio 1996   | Germania             |
| 6  | Arvid Kinder       | S     | 6 dicembre 1980   | Germania             |
| 8  | Finn Dittelbach    | S/O   | 13 aprile 1990    | Germania             |
| 10 | Kamil Ratajczak    | L     | 24 settembre 1985 | Polonia              |
| 11 | Theo Timmermann    | S     | 14 settembre 1996 | Germania             |
| 12 | Daniel Heinecke    | C     | 28 giugno 1986    | Germania             |
| 13 | Manuel Rieke       | P     | 23 ottobre 1982   | Germania             |
| 14 | Paul Sprung        | S/O   | 5 marzo 1991      | Germania             |
| 15 | Georg Escher       | C     | 8 dicembre 1984   | Germania             |
| 18 | Matthias Böhme     | S/O   | 23 luglio 1987    | Germania             |